# Ken Wilber
Kenneth Earl Wilber Jr. (Oklahoma City, 31 gennaio 1949) è un saggista e filosofo statunitense.
È uno dei fondatori del pensiero integrale e dello Integral Institute nel 1998. Attraverso una propria elaborazione delle visioni di diverse discipline, tradizioni e movimenti di pensiero quali la psicologia, la sociologia, la filosofia, lo yoga, il misticismo, il postmodernismo, la scienza e la teoria dei sistemi costruisce quello che lui chiama una teoria integrale della coscienza.

## Biografia
Ken Wilber nasce nel 1949 a Oklahoma City. Nel 1967 si iscrive al corso propedeutico di Medicina alla Duke University. È affascinato, come molti della sua generazione, dalla letteratura orientale, in particolare dal Tao Te Ching. Lascia la Duke e si iscrive all’Università del Nebraska a Lincoln, dove si laurea specializzandosi in biochimica ma lascia dopo alcuni anni la carriera universitaria per dedicarsi totalmente all’analisi delle sue esperienze e alla scrittura.
Nel 1973 Wilber completa il suo primo libro, Lo spettro della coscienza, in cui cerca di integrare la conoscenza derivante dai campi più eterogenei. Dopo essere stato respinto da più di 20 case editrici, il testo è finalmente accolto e pubblicato dalla Quest Books; dopo la pubblicazione del libro, Wilber trascorrerà un intero anno tenendo conferenze e workshop sul tema prima di tornare alla scrittura. Contribuisce anche al lancio della rivista ReVision, nel 1978.
Nel 1982 la New Science Library pubblica la sua antologia The Holographic Paradigm and other Paradoxes [Il paradigma olografico e altri paradossi], una raccolta di saggi e interviste, tra cui uno di David Bohm. Questi saggi, tra i quali uno dell’autore stesso, vertono su come l’olografia e il paradigma olografico si rapportino con i campi della coscienza, del misticismo e della scienza.
Nel 1983 Wilber sposa Terry "Treya" Killam, cui viene diagnosticato poco dopo un cancro al seno. Treya morirà nel gennaio 1989; l’esperienza vissuta insieme è documentata nel libro Grazia e grinta [Grace and Grit] del 1991.
Successivamente, Wilber scrive Sex, Ecology, Spirituality [Sesso, Ecologia, Spiritualità] (SES) (1995), il primo volume della sua Kosmos Trilogy [Trilogia del Kosmos]. Segue A Brief History of Everything [Una breve storia del Tutto] (1996), sintesi a carattere divulgativo di SES presentata sotto forma di intervista. The Eye of Spirit [L’occhio dello spirito] (1997) è una raccolta di articoli che aveva scritto per la rivista ReVision sulla relazione tra scienza e religione. Dal 1997, lo studioso inizia a tenere dei diari delle sue esperienze personali, che vengono pubblicati nel 1999 con il titolo One Taste, termine coniato per indicare il suo concetto di 'coscienza unitaria'. Nei due anni successivi il suo editore, la Shambhala Publications, ripubblica le sue opere in otto volumi, i Collected Works [Opera Omnia].
Nel 1999 termina Integral Psychology [Psicologia integrale] e scrive A Theory of Everything [Una teoria del Tutto] (2000). In Una teoria del Tutto Wilber punta alle correlazioni tra affari, politica, scienza e spiritualità e mostra come questi mondi si integrino con le teorie della psicologia dello sviluppo, tra cui quella delle Dinamiche a Spirale. Nel suo romanzo Boomeritis (2002) Wilber cerca di mettere in luce l'egotismo che lui ritiene caratterizzi la generazione dei "baby boomers".
Nel 1987 si trasferisce a Boulder, in Colorado, dove lavora alla sua Trilogia del Kosmos, supervisionando contestualmente i lavori dello Integral Institute [l’Istituto Integrale]. Wilber vive oggi a Denver, nel Colorado, e lavora con Marc Gafni nel Centro per la Spiritualità Universale, di cui è stato co-fondatore.
Ken Wilber ha dichiarato di essere affetto da una patologia debilitante, la Ribonucleasi.
Nel 2012 entra a far parte del comitato consultivo dell’ISPO -International Simultaneous Policy Organization che si pone l’obiettivo di superare i momenti di impasse in tema di politica internazionale, attraverso l’armonizzazione e la simultanea implementazione di politiche comuni.

## Teoria integrale
| Upper-Left (UL) "Io" Interiore Individuale Intenzionale p.es. Sigmund Freud   | Upper-Right (UR) "Esso" Esteriore Individuale Comportamentale p.es. B.F. Skinner |
| Lower-Left (LL) "Noi" Interiore Collettivo Culturale p.es. Hans-Georg Gadamer | Lower-Right (LR) "Loro" Esteriore Collettivo Sociale p.es. Karl Marx             |

L’AQAL (All Quadrants All Levels-Tutti i quadranti, tutti i livelli) di Wilber (pronuncia "ah-qwul") è il framework di base della Teoria Integrale. Nello schema AQAL tutta la conoscenza e l’esperienza umane possono essere sintetizzate in una griglia a quattro quadranti, lungo le assi di "interiore-esteriore" e "individuale-collettivo". Secondo Wilber, si tratta di uno degli approcci più esaustivi alla realtà, una metateoria che cerca di spiegare come le discipline accademiche e ogni forma di conoscenza ed esperienza possano integrarsi in maniera coerente. L’AQAL si basa su quattro concetti fondamentali e su una categoria “Altro”: quattro quadranti, vari livelli e linee di sviluppo, vari stati di coscienza e “tipi”, nozioni che non rientrano nelle quattro categorizzazioni. I "Livelli" sono gli stadi di sviluppo, dal prepersonale al personale fino al transpersonale. Le "Linee" sono le linee di sviluppo, vari domini evolutivi che possono procedere in maniera disomogenea lungo vari stadi. Gli "Stati" sono gli stati di coscienza; secondo Wilber gli individui possono arrivare all’esperienza finale di uno stadio di sviluppo superiore. I "Tipi" appartengono alla categoria “Altro”, relativa a quei fenomeni che non rientrano negli altri quattro concetti. Per Wilber una sintesi completa del “Kosmos” non può prescindere da nessuna di queste cinque categorie e solo questo tipo di sintesi può a buon diritto essere definita “integrale”. Nel saggio "Excerpt C: The Ways We Are in This Together [Estratto C: i modi in cui stiamo in questo insieme]”, Wilber descrive l’AQAL come "una proposta di architettura del Kosmos".
All’apice di questo modello vi è la consapevolezza senza forma/passiva, "la semplice sensazione di esistere" che, in diverse tradizioni orientali, rientra nel novero dei “massimi” raggiungimenti possibili. Questa consapevolezza senza forma/passiva trascende il mondo fenomenico, che in definitiva è solo la manifestazione di una realtà trascendentale. Secondo Wilber le categorie AQAL — quadranti, linee, livelli, stati e tipi – descrivono la verità relativa della dottrina delle due verità del Buddismo. Secondo lo studioso, nessuna delle due è vera in senso assoluto: solo la consapevolezza senza forma/passiva "la semplice sensazione di esistere", esiste in senso assoluto.

## Altri argomenti

### Misticismo e grande catena dell’essere
Uno dei principali interessi di Wilber è la schematizzazione di quella che egli chiama la “filosofia neoperenne", che integra alcune delle interpretazioni del misticismo esemplificate dalla Perennial Philosophy [La filosofia perenne] di Aldous Huxley, con una teoria dell’evoluzione cosmica analoga a quella del mistico indiano Sri Aurobindo. Rifiuta gran parte dei fondamenti del Perennialismo e della sua intrinseca visione antievoluzionista della storia come di una regressione a età passate o yuga. Abbraccia, al contrario, una nozione più tipica dell’Occidente che è quella della “grande catena dell’essere”. Come nel pensiero di Jean Gebser, questa grande catena (o "nido") è eternamente presente mentre si dispiega attraverso il suo manifestarsi relativo, anche se per Wilber "... il “Grande Nido” è di fatto solo un ampio campo morfogenetico di potenzialità...". Concordando con il buddismo Mahayana e con l’Advaita Vedanta, Wilber crede in definitiva che la realtà sia una unione non duale di vuoto e forma, dove la forma è per sua natura soggetta a mutare nel tempo.

### Teoria della verità
Wilber crede che le tradizioni mistiche esistenti consentano di accedere e arrivare a conoscere una realtà trascendente che è perenne, poiché è sempre la stessa attraverso i secoli e le culture. Questo assunto è alla base della sua costruzione concettuale ed è in sé inconfutabile. Wilber accosta questa generalizzazione al puro materialismo, presentando ciò come il principale paradigma della scienza ordinaria. 
"I mistici e i saggi sono tutti pazzi? Perché in fondo ci raccontano tutti delle varianti della stessa storia, no? Che al mattino ti svegli e scopri di essere in unione con il Tutto, in una maniera infinita, eterna e senza tempo. Sì, forse sono proprio pazzi questi folli divini. Forse non sono che idioti che balbettano di fronte all’Abisso. Forse hanno bisogno di un terapista buono e comprensivo. Sicuramente se ne gioverebbero. Ma poi mi faccio delle domande. Forse l’ordine evolutivo passa davvero dalla materia al corpo, alla mente, all’anima e allo spirito, sempre trascendendo e includendo, ogni volta con più profondità, con maggiore coscienza e con un respiro più ampio. E nei punti più alti di questa evoluzione forse, dico solo forse, la coscienza di un individuo arriva a toccare l’infinito, in un abbraccio totale dell’intero Kosmos, in una coscienza cosmica che è Spirito risvegliato alla sua vera natura. È quantomeno plausibile. E io vi domando: quella storia, declamata da mistici e saggi in tutto il mondo è forse più pazza della storia del materialismo scientifico? Qual è tra le due quella il cui intero divenire è il racconto di un idiota, intriso di urla e furore e che non significa assolutamente nulla? Ascoltatemi attentamente: quale delle due storie suona totalmente assurda?" (Ken Wilber, A Brief History of Everything, p.42–3)
|             | Interiore                                                                                  | Esteriore |
| Individuale | Standard: Veridicità (1a persona) (sincerità, integrità, affidabilità)                     | Standard: Verità (3a persona) (corrispondenza, rappresentanza, proposizionale)                                                        |
| Collettivo  | Standard: Equità (2a persona) (adattamento culturale, correttezza, comprensione reciptoca) | Standard: Adattamento funzionale (3a persona) (rete di teorie di sistema, Funzionalismo strutturale, Compatibilità sistemica sociale) |

Nei suoi ultimi lavori, Wilber sostiene che la realtà manifesta è composta da quattro settori e che ognuno di questi settori o “quadranti”, ha i propri standard di verità, o test di validità:
- "Interiore individuale/1a persona": il mondo soggettivo, la sfera soggettiva individuale;[23]
- "Interiore collettivo/2a persona": lo spazio intersoggettivo, la base culturale;[ivi]
- "Esteriore individuale/3a persona": la situazione oggettiva;[ivi]
- "Esteriore collettivo/3a persona": l’adattamento funzionale, "come ciò che esiste si integra in un sistema".[ivi]

### Equivoci sul Pre- e sul Trans-
Wilber ritiene che molte asserzioni relative agli stati [di coscienza] non-razionali contengano errori che lui definisce equivoci sul pre- e sul trans-. Ritiene dunque che gli stadi di coscienza non-razionali (quelli che chiama stadi "pre-razionali" e "trans-razionali") possano essere facilmente confusi tra di loro. Nella sua visione, un individuo può ridimensionare la realizzazione spirituale trans-razionale ad una regressione pre-razionale o può elevare stati pre-razionali a settori trans-razionali. Wilber sostiene ad esempio che Freud e Jung cadano entrambi in questo equivoco. Il primo, considerando la realizzazione mistica come una regressione a stati oceanici infantili, commette un errore di deprezzamento. Mentre il secondo, all'opposto, considera i miti pre-razionali come rappresentazioni di uno stato di connessione divina. In ogni modo, gli stati pre-razionali possono essere erroneamente interpretati come stati post-razionali. Wilber ammette di essere stato vittima di questi equivoci sul pre- e sul trans- nei suoi primi scritti.

### Wilber e la scienza
Secondo Ken Wilber lo stato attuale delle scienze “dure” o naturali è limitato all’applicazione di un approccio ristretto, quello della “scienza esatta o confinata”, che consente di fare dimostrazioni solo nel contesto della sfera più bassa della coscienza, quella sensomotoria (i cinque sensi e le loro estensioni). Secondo lo studioso la scienza in senso lato o “allargata” dovrebbe essere caratterizzata da tre step:
- Definire l’esperimento,
- Condurre l’esperimento e osservarne i risultati, e
- Comparare i risultati con quelli di altri che hanno condotto con competenza lo stesso esperimento.

Nella parte III del suo libro The Marriage of Sense and Soul ha presentato questi step come i “tre fattori della corretta conoscenza”. Quella che egli definisce "scienza allargata" dovrebbe includere dimostrazioni effettuate negli ambiti della logica, della matematica e della sfera simbolica, ermeneutica e degli altri campi della coscienza. Idealmente e fondamentalmente dovrebbe comprendere anche la testimonianza di chi pratica la meditazione e l’esercizio spirituale. La sua idea di scienza tende a includere sia le scienze esatte che quelle allargate, ad esempio attraverso l’utilizzo dei macchinari con i quali si effettuano gli elettroencefalogrammi e di altre tecnologie per misurare le esperienze di chi pratica la meditazione o effettua altri esercizi spirituali, per dare vita a quella che lui chiama “scienza integrale”.

Secondo le teorie di Wilber la scienza esatta sconfigge la religione ristretta, e la scienza allargata sconfigge la scienza esatta. Ovvero, le scienze naturali danno un resoconto più accurato ed esaustivo della realtà di quanto non possa dare una qualsiasi delle tradizioni religiose esoteriche. Tuttavia un approccio integrale che faccia uso dell’intersoggettività prendendo in considerazione sia gli assunti religiosi che quelli scientifici, darà un resoconto della realtà più completo di quello delle scienze esatte. Wilber si è ispirato a Stuart Kauffman, Ilya Prigogine, Alfred North Whitehead, e altri per enunciare la sua nozione della realtà vitalistica e teologica, che si pone in netto contrasto con il neodarwinismo.
"Non sono l’unico a capire che la casualità e la selezione naturale da soli non sono sufficienti per spiegare l’emergenza che si registra nell’evoluzione. Stuart Kaufman [sic], e con lui molti altri, sono critici rispetto alla tesi che le trasformazioni e la selezione naturale siano i soli responsabili di queste emergenze (ritenendo necessario che ci sia anche la capacità di autorganizzazione). Naturalmente capisco che la selezione naturale non avviene a casaccio o per caso perché è il frutto di selezioni precedenti, il che reduce fortemente la probabilità che forme superiori o più idonee abbiano il sopravvento. Ma anche questo non basta, secondo me, a spiegare la notevolissima affermazione progressiva di alcune delle espressioni più straordinariamente complesse della natura. Dopo tutto dal big bang e dal caos alle poesie di Shakespeare ce ne corre, e molti filosofi della scienza sono d'accordo sul fatto che il puro caso e la selezione naturale semplicemente non possano fornire una spiegazione per questo tipo di straordinarie emergenze. L’universo ha una certa inclinazione per i processi autorganizzativi, e questi processi — che Prigogine è stato il primo a codificare — sfuggono i tumulti del livello attuale passando a livelli più alti di autorganizzazione; noi vediamo dunque che quella “pressione/spinta” opera in ogni parte della “fisiosfera”, della biosfera e della noosfera. Questo è ciò cui alludo metaforicamente quando faccio l’esempio di un’ala (o in altri casi l’esempio del bulbo oculare) per indicare la straordinarietà di queste emergenze crescenti. Tuttavia non le intendo come un modello specifico o un esempio concreto di come funzioni il progresso biologico! La selezione naturale porta avanti mutazioni individuali precedenti ma — di nuovo — neanche questo basta per giustificare le emergenze creative (o quello che Whitehead chiamava "l’avanzata creativa verso la novità," che secondo lui rappresenta la caratteristica fondamentale dell’universo manifesto)."

### Lavori attuali
Nel 2005, all’inaugurazione dell'Integral Spiritual Center, parte dell'Integral Institute, Wilber aveva presentato un documento di 118 pagine contenente una prima stesura del riassunto di quelli che dovevano essere i suoi successivi due libri. Questo saggio il cui titolo è What is Integral Spirituality? [Che cos’è la spiritualità integrale?], contiene molte nuove idee, compresa la post-metafisica integrale e la matrice di Wilber-Combs. Nel 2006, ha pubblicato Integral Spirituality [Spiritualità Integrale], in cui ha elaborato queste idee unitamente ad altre quali ad esempio il Pluralismo Metodologico Integrale e la nozione della religione come "nastro trasportatore evolutivo".
La "post-metafisica integrale" è l’espressione utilizzata da Wilber per descrivere la sua ridefinizione delle tradizioni spiritual-religiose del mondo alla luce della critica moderna e post-moderna a quelle stesse tradizioni.
La matrice Wilber-Combs è un modello concettuale di coscienza sviluppato da Wilber e da Allan Combs. È una griglia che riporta sull’asse x (da sinistra a destra) una sequenza di stati di coscienza e sull’asse y (dal basso all’alto) i gradi di sviluppo o livelli di coscienza. Questo reticolo mostra come ogni grado di coscienza contenga, in modi diversi, esperienze di stati di coscienza differenti, incluso quello mistico. Dopo questo ulteriore contributo, Wilber si è ritirato a vita privata a causa della già citata grave malattia.
Wilber si è attirato molte critiche dal 2011 ad oggi per aver preso posizione a favore di Marc Gafni. Gafni è stato accusato dai media di violenza carnale su un minorenne. E Wilber lo ha difeso pubblicamente sul suo blog. Un gruppo di Rabbini ha lanciato una petizione perché Wilber si dissoci pubblicamente da Gafni.
Wilber è membro del Comitato Consultivo [Advisory Board] della AQAL Capital GmbH di Mariana Bozesan, una azienda con sede a Monaco di Baviera specializzata in investimenti a impatto integrale che usa un modello basto sulla Teoria Integrale Wilberiana.

## Influenze
La filosofia di Wilber è stata influenzata dal Buddismo Madhyamaka, in particolare dalla declinazione che ritroviamo nella filosofia di Nāgārjuna. Wilber ha praticato varie forme di meditazione buddista, studiando (seppure brevemente) con un notevole numero di maestri tra i quali Dainin Katagiri, Taizan Maezumi, Chogyam Trungpa Rinpoche, Kalu Rinpoche, Alan Watts, Penor Rinpoche e Chagdud Tulku Rinpoche. È stato anche influenzato dall’Advaita Vedanta, ShivaismoTrika (Kashmiro), buddismo tibetano, buddismo zen, Ramana Maharshi, e da Andrew Cohen. In molte occasioni Wilber ha elogiato l’opera di Adi Da esprimendo tuttavia riserve su Adi Da come maestro. In Sesso, Ecologia, Spiritualità, Wilber si rifà ampiamente alla filosofia di Plotino, che a suo giudizio è non-duale. Pur praticando la meditazione buddista, Wilber non si è mai dichiarato tale. Secondo Frank Visser, la teoria di Wilber dei quattro quadranti o dimensioni dell’esistenza è molto simile alla teoria di E. F. Schumacher dei quattro campi della conoscenza. Visser trova anche che l’idea di Wilber dei livelli così come la sua critica dell’unidimensionalità della scienza siano già presenti nell’opera di Huston Smith Forgotten Truth [La verità dimenticata]. Visser ritiene anche che gli aspetti esoterici delle teorie di Wilber si basino sulla filosofia di Sri Aurobindo e di altri teorici, compreso Adi Da.

## Ricezione
Ken Wilber è stato catalogato come un esponente della New Age per l’enfasi che pone sulla visione transpersonale e, più recentemente, come un filosofo. Il Publishers Weekly lo ha definito "L’Hegel della Spiritualità Orientale." A Wilber si attribuisce di aver esteso l’interesse per la filosofia perenne al vasto pubblico. Figure rappresentative come Bill Clinton, Al Gore, Deepak Chopra, e il musicista Billy Corgan hanno dichiarato di essere stati influenzati da Wilber. Il suo approccio è stato comunque criticato in vario modo per essere eccessivamente categorizzante, oggettificante e maschilista, per rendere la spiritualità commerciale e per denigrare le emozioni. Molti critici evidenziano problemi nelle interpretazioni di Wilber e nelle citazioni inaccurate delle sue svariate fonti, così come i suoi scivoloni stilistici con molte ripetizioni superflue, la lunghezza eccessiva dei suoi libri e l’iperbole.

Steve McIntosh elogia gli scritti di Wilber ma allo stesso tempo lo accusa di non saper scindere la “filosofia” dal suo credo vedantico e buddista. Christopher Bache è uno scrittore sotto certi aspetti complementare a Wilber ma nondimeno considera che lo stile letterario di Wilber sia da imbonitore. Lo psichiatria Stanislav Grof ha riservato grandi encomi alla conoscenza e agli scritti di Wilber:
“Ken ha prodotto un’opera straordinaria, una sintesi altamente creativa di dati tratti da una enorme varietà di aree e discipline... La sua conoscenza di testi pubblicati è davvero enciclopedica, la sua mente analitica sistematica ed incisiva, la chiarezza della sua logica eccezionale. L’impressionante portata, la natura esaustiva e il rigore intellettuale dell’opera di Ken hanno contribuito a farne una teoria della psicologia transpersonale largamente apprezzata ed estremamente influente.
Tuttavia ha criticato la mancanza degli stadi pre- e perinatali dallo spettro della coscienza trattato da Wilber e per aver ignorato l’importanza psicologica della nascita e della morte biologiche. Grof ha detto degli scritti di Wilber che hanno “spesso uno stile polemico aggressivo che contiene anche feroci attacchi ad personam e non contribuisce al dibattito/dialogo." La risposta di Wilber è che le religioni esistenti non suffragano l’importanza che Grof attribuisce al periodo perinatale.

### Libri di Ken Wilber
- The Spectrum of Consciousness, 1977, anniv. ed. 1993 [Lo spettro della coscienza, ed. Crisalide, 1993]
- No Boundary: Eastern and Western Approaches to Personal Growth, 1979, ristampa ed. 2001 [Oltre i confini, ed. Cittadella, 2005]
- The Atman Project: A Transpersonal View of Human Development, 1980, 2ª ed. [Il progetto Atman. Una visione transpersonale dello sviluppo umano, ed. Crisalide, 2003]
- Up from Eden: A Transpersonal View of Human Evolution, 1981, nuova ed. 1996:
- The Holographic Paradigm and Other Paradoxes: Exploring the Leading Edge of Science (editor), 1982,
- A Sociable God: A Brief Introduction to a Transcendental Sociology, 1983, nuova ed. 2005 sottotitolata: Toward a New Understanding of Religion,
- Eye to Eye: The Quest for the New Paradigm, 1984, 3a rev. ed. 2001:
- Quantum Questions: Mystical Writings of the World's Great Physicists (editor), 1984, rev. ed. 2001
- Transformations of Consciousness: Conventional and Contemplative Perspectives on Development (coautori: Jack Engler, Daniel Brown), 1986 [La trasformazione della coscienza. Psicologia transpersonale e sviluppo umano, coautori Engler Jack e Brown Daniel P., ed. Astrolabio Ubaldini, 1989]
- Spiritual Choices: The Problem of Recognizing Authentic Paths to Inner Transformation (coautori: Dick Anthony, Bruce Ecker), 1987
- Grace and Grit: Spirituality and Healing in the Life of Treya Killam Wilber, 1991, 2ª ed. 2001 [Grazia e Grinta, ed. Cittadella 2002]
- Sex, Ecology, Spirituality: The Spirit of Evolution, 1ª ed. 1995, 2a rev. ed. 2001
- A Brief History of Everything, 1ª ed. 1996, 2ª ed. 2001
- The Eye of Spirit: An Integral Vision for a World Gone Slightly Mad, 1997, 3ª ed. 2001
- The Essential Ken Wilber: An Introductory Reader, 1998,
- The Marriage of Sense and Soul: Integrating Science and Religion, 1998, ristampa ed. 1999
- One Taste: The Journals of Ken Wilber, 1999, rev. ed. 2000
- Integral Psychology: Consciousness, Spirit, Psychology, Therapy, 2000 [Psicologia Integrale, ed. Crisalide, 2014]
- A Theory of Everything: An Integral Vision for Business, Politics, Science and Spirituality, 2000, ed paperback. [Una teoria del Tutto. Una visione integrale per la politica, l’economia, la scienza e la spiritualità, ed. Crisalide, 2014]
- Speaking of Everything (2 ore di intervista audio su CD), 2001
- Boomeritis: A Novel That Will Set You Free, 2002, ed. paperback 2003
- Kosmic Consciousness (12 ore e ½ di intervista audio su 10 CDs), 2003
- Con Cornel West, commento a The Matrix, The Matrix Reloaded e The Matrix Revolutions e comparsa in Return To Source: Philosophy & The Matrix on The Roots Of The Matrix, entrambi in: The Ultimate Matrix Collection, 2004
- The Simple Feeling of Being: Visionary, Spiritual, and Poetic Writings, 2004 (tratti da opere precedenti)
- The Integral Operating System (l’ABC dell’AQAL in 69 pagine con DVD e 2 CD audio), 2005
- Executive producer del DVD di Stuart Davis: Between the Music: Volume 1 and Volume 2.
- Integral Spirituality: A Startling New Role for Religion in the Modern and Postmodern World, 2006
- The One Two Three of God (3 CD – interviste, 4° CD – meditazione guidata; abbinato a Integral Spirituality), 2006
- Integral Life Practice Starter Kit (5 DVD, 2 CD, 3 opuscoli), 2006
- The Integral Vision: A Very Short Introduction to the Revolutionary Integral Approach to Life, God, the Universe, and Everything, 2007
- Integral Life Practice: A 21st-Century Blueprint for Physical Health, Emotional Balance, Mental Clarity, and Spiritual Awakening, 2008
- The Pocket Ken Wilber, 2008
- The Integral Approach: A Short Introduction by Ken Wilber, eBook, 2013
- The Fourth Turning: Imagining the Evolution of an Integral Buddhism, eBook, 2014
- Integral Meditation: Mindfulness as a Way to Grow Up, Wake Up, and Show Up in Your Life, 2016
- The Religion of Tomorrow: A Vision For The Future of the Great Traditions, 2017
- Trump and a Post-Truth World, 2017
- Integral Buddhism and The Future of Spirituality, 2018
- Integral Politics: Its Essential Ingredients, eBook, 2018

### Audiolibri
- A Brief History of Everything. Shambhala Audio, 2008.
- Kosmic Consciousness. Sounds True Incorporated, 2003.

### Fonti
- McMahan, David L. (2008), The Making of Buddhist Modernism, Oxford: Oxford University Press

### Letteratura secondaria
- Allan Combs, The Radiance of Being: Understanding the grand integral vision: living the integral life, Paragon House, 2002
- Geoffrey D Falk, Norman Einstein, The Dis-integration of Ken Wilber, Million Monkeys Press, 2009
- Lew Howard, Introducing Ken Wilber: concepts for an evolving world, Authorhouse, 2005
- Peter McNab,Towards an Integral Vision: using NLP and Ken Wilber's AQAL model to enhance communication, Trafford, 2005
- Jeff Meyerhoff,Bald Ambition: a critique of Ken Wilber's theory of everything, Inside the Curtain Press, 2010
- Sean Esbjörn-Hargens, Jonathan Reams, Olen Gunnlaugson (ed.), Integral education: new directions for higher learning. SUNY Press, 2010.
- Raphael Meriden, Entfaltung des Bewusstseins: Ken Wilbers Vision der Evolution, 2002
- Brad Reynolds, Embracing Reality: The Integral Vision of Ken Wilber: A Historical Survey and Chapter-By-Chapter Review of Wilber's Major Works, J.P. Tarcher/Penguin, 2004
- ----- Where's Wilber At?: Ken Wilber's Integral Vision in the New Millennium, Paragone House, 2006
- Donald Jay Rothberg, Sean M Kelly, Ken Wilber and the future of transpersonal inquiry: a spectrum of views, 1996
- ----- Ken Wilber in Dialogue: Conversations With Leading Transpersonal Thinkers, 1998
- Frank Visser, Ken Wilber: Thought As Passion, SUNY Press, 2003, [1a versione in olandese: Ken Wilber: Denken als passie, Rotterdam, Netherlands, 2001]
- Joseph Vrinte, Perennial Quest for a Psychology with a Soul: An inquiry into the relevance of Sri Aurobindo's metaphysical yoga psychology in the context of Ken Wilber's integral psychology, Motilal Banarsidass, 2002

### Opere tradotte in italiano
- Breve storia del Tutto, ed. Spazio Interiore 2016
- Una Teoria del Tutto. Una visione integrale per la politica, l'economia, la scienza e la spiritualità., ed. Crisalide, 2015
- Psicologia Integrale, ed. Crisalide, 2014
- Oltre i confini, ed. Cittadella, 2005
- Il progetto Atman. Una visione transpersonale dello sviluppo umano, ed. Crisalide, 2003
- Grazia e grinta, ed. Cittadella, 2002
- Lo spettro della coscienza, ed. Crisalide, 1993
- Le trasformazioni della coscienza. Psicologia transpersonale e sviluppo umano, coautori Engler Jack e Brown Daniel P., ed. Astrolabio Ubaldini, 1989